# 音花ゆり
音花 ゆり（おとはな ゆり、12月16日 - ）は、日本の女優・歌手。元宝塚歌劇団星組の娘役。
兵庫県宝塚市、雲雀丘学園中学校出身。身長161cm。愛称は「ゆり」、「ころ」。
タカラヅカ・ライブ・ネクスト所属。

## 来歴
1999年、宝塚音楽学校入学。
2001年、宝塚歌劇団に87期生として入団。入団時の成績は6番。宙組公演「ベルサイユのばら2001」で初舞台。その後、星組に配属。
歌手として頭角を現し、2006年、湖月わたる退団公演となるショー「ネオ・ダンディズム!」で、初のエトワールに抜擢。その後も星組を代表する歌姫として、数々の公演でエトワールを務める。
2015年5月10日、柚希礼音・夢咲ねねトップコンビ退団公演となる「黒豹の如く／Dear DIAMOND!!」東京公演千秋楽をもって、宝塚歌劇団を退団。退団公演では7度目となるエトワールを務めた。
退団後は舞台を中心に活動していたが、2018年の結婚を機に、芸能活動を一時休止することを発表。
2020年、第一子を出産したことを自身のインスタグラムで報告した。

## 人物
実妹は同じく女優の相武紗季であり、母は宝塚OGの朱穂芽美である。

## 宝塚歌劇団時代の主な舞台

### 初舞台
- 2001年4 - 5月、宙組『ベルサイユのばら2001-フェルゼンとマリー・アントワネット編-』（宝塚大劇場のみ）

### 星組時代
- 2001年8 - 10月、『ベルサイユのばら2001-オスカルとアンドレ編-』（宝塚大劇場のみ）
- 2001年11 - 12月、『花の業平』『サザンクロス・レビューII』（東京宝塚劇場のみ）
- 2002年4 - 8月、『プラハの春』『LUCKY STAR!』
- 2002年9月、『ヴィンターガルテン』（バウホール・日本青年館） - シスター・タバサ
- 2002年11 - 12月、『ガラスの風景』『バビロン』（宝塚大劇場）
- 2003年1月、『恋天狗』 - 天狗『おーい春風さん』 - 女の子（バウホール）
- 2003年2 - 3月、『ガラスの風景』『バビロン』（東京宝塚劇場）
- 2003年5月、『雨に唄えば』（日生劇場） - 少年時代のドン
- 2003年7 - 11月、『王家に捧ぐ歌』 - 新人公演：囚人フィブラーイル（本役：琴まりえ）
- 2003年12月、『巌流-散りゆきし花の舞-』（バウホール・日本青年館） - 七之助（少年）／桜
- 2004年2 - 6月、『1914／愛』 - 新人公演：大公夫人（本役：朝峰ひかり）『タカラヅカ絢爛』
- 2004年8月、『花舞う長安』『ロマンチカ宝塚'04』（博多座）
- 2004年10 - 12月、『花舞う長安』 - 新人公演：秦国夫人（本役：仙堂花歩）『ロマンチカ宝塚'04』
- 2005年2月、『王家に捧ぐ歌』（中日劇場） - 囚人マーリス
- 2005年5 - 8月、『長崎しぐれ坂』『ソウル・オブ・シバ!!』
- 2005年9 - 10月、『龍星（りゅうせい）-闇を裂き天（あま）翔けよ。朕（ちん）は、皇帝なり-』（ドラマシティ・日本青年館） - 狄妃
- 2006年1 - 4月、『ベルサイユのばら-フェルゼンとマリー・アントワネット編-』 - 女官長、新人公演：カトリーヌ（本役：百花沙里）
- 2006年5月、『Young Bloods!!-Twinkle Twinkle Star-』（バウホール） - ミス・コローネ
- 2006年8 - 11月、『愛するには短すぎる』 - シェリル、新人公演：ドリー・マコーミック（本役：陽月華）『ネオ・ダンディズム!』 初エトワール[2]
- 2007年1月、『ハロー!ダンシング』（バウホール）
- 2007年3 - 7月、『さくら』『シークレット・ハンター』 - 新人公演：アナ・マリア（本役：南海まり）
- 2007年9月、『KEAN』（日生劇場） - キャロライン
- 2007年11 - 2008年2月、『エル・アルコン-鷹-』 - ロサ／酒場の歌手、新人公演：女王エリザベス（本役：星風エレナ）『レビュー・オルキス-蘭の星-』
- 2008年4 - 5月、『ANNA KARENINA（アンナ・カレーニナ）』（バウホール） - ベッツィ・トヴェルスコイ公爵夫人
- 2008年6 - 10月、『THE SCARLET PIMPERNEL（スカーレット ピンパーネル）』 - ジュリー エトワール
- 2008年11月、『ブエノスアイレスの風』（日本青年館・バウホール） - フローラ
- 2009年2 - 4月、『My dear New Orleans（マイ ディア ニュー オリンズ）』 - ベッシー『ア ビヤント』
- 2009年6 - 9月、『太王四神記 Ver.II』 - ムーニョ／メファ エトワール
- 2009年10 - 11月、『再会』 - ポーレット『ソウル・オブ・シバ!!』（全国ツアー）
- 2010年1 - 3月、『ハプスブルクの宝剣』『BOLERO』 エトワール
- 2010年5月、『リラの壁の囚人たち』（バウホール・日本青年館） - ルイズ
- 2010年7 - 8月、『ロミオとジュリエット』（梅田芸術劇場・博多座） - キャピュレット夫人[2]
- 2010年10 - 12月、『宝塚花の踊り絵巻』『愛と青春の旅だち』 - バーニー
- 2011年1 - 2月、『メイちゃんの執事』（バウホール・日本青年館） - 華山リカ
- 2011年4 - 7月、『ノバ・ボサ・ノバ』 - マダムガート[注釈 1]『めぐり会いは再び』 - リゲル エトワール
- 2011年8 - 9月、『ノバ・ボサ・ノバ』 - マダムガート[注釈 2]『めぐり会いは再び』 - アルビレオ（博多座・中日劇場） エトワール
- 2011年11 - 2012年2月、『オーシャンズ11』 - サファイア（3ジュエルズ）
- 2012年3月、『天使のはしご』（日本青年館・バウホール） - シャーロット
- 2012年5 - 8月、『ダンサ セレナータ』 - イザベル『Celebrity』
- 2012年9月、『ジャン・ルイ・ファージョン-王妃の調香師-』（バウホール・日本青年館） - ヴィジェ・ルブラン
- 2012年11 - 2013年2月、『宝塚ジャポニズム〜序破急〜』『めぐり会いは再び 2nd〜Star Bride〜』 - リゲル『Étoile de TAKARAZUKA（エトワール ド タカラヅカ）』 - ヴァルゴファム（歌手）
- 2013年3 - 4月、『宝塚ジャポニズム〜序破急〜』『怪盗楚留香（そりゅうこう）外伝-花盗人（はなぬすびと）-』 - 蘇蓉蓉『Étoile de TAKARAZUKA（エトワール ド タカラヅカ）』（中日劇場・台北国家戯劇院）
- 2013年5 - 8月、『ロミオとジュリエット』 - キャピュレット夫人[2]
- 2013年9 - 10月、柚希礼音スペシャル・ライブ『REON!!II』（東京国際フォーラム・博多座）
- 2014年1 - 3月、『眠らない男・ナポレオン-愛と栄光の涯（はて）に-』 - テレーズ
- 2014年5 - 6月、『かもめ』（バウホール） - イリーナ・ニコラーエヴナ・アルカージナ
- 2014年7 - 10月、『The Lost Glory -美しき幻影-』 - エマ・バーンズ『パッショネイト宝塚!』
- 2014年12月、『アルカサル〜王城〜』（バウホール） - エレーネ
- 2015年2 - 5月、『黒豹（くろひょう）の如（ごと）く』 - ソニア『Dear DIAMOND!!』 退団公演、エトワール[2][6]

### 出演イベント
- 2001年6月、伊織直加ディナーショー『TABLOID』
- 2001年9月、『ベルサイユのばら メモランダム』
- 2005年3月、檀れいミュージック・サロン『DAN-ke schön!』
- 2005年12月、『花の道 夢の道 永遠の道』
- 2006年4月、『星組エンカレッジ・コンサート』
- 2006年9 - 10月、湖月わたるディナーショー『Passion』
- 2007年7月、『宝塚巴里祭2007』
- 2009年12月、タカラヅカスペシャル2009『WAY TO GLORY』（コーラス）

## 宝塚歌劇団退団後の主な活動

### 舞台
- 2015年9 - 10月、『SUPER GIFT! from Takarazuka stars』（東京国際フォーラム・梅田芸術劇場）
- 2016年3 - 4月、『REON JACK』（梅田芸術劇場・東京国際フォーラム）[9]
- 2016年7 - 8月、『シカゴ』（KAAT神奈川芸術劇場・デビット・H・コーク・シアター・東京国際フォーラム・梅田芸術劇場）
- 2016年12 - 2017年1月、『エリザベート TAKARAZUKA20周年 スペシャル・ガラ・コンサート』（梅田芸術劇場・オーチャードホール）
- 2017年5 - 7月、『グレート・ギャツビー』（日生劇場・中日劇場・梅田芸術劇場・博多座） - キャサリン[10]
- 2017年9 - 10月、『パジャマゲーム』（日本青年館・ドラマシティ）
- 2021年9月、『アプローズ〜夢十夜〜』（日本青年館・バウホール）[11]